# Angelologia

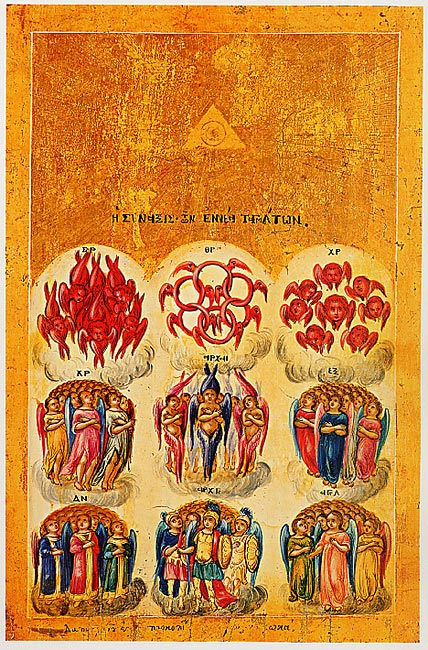
Icona bizantina che raffigura le qualità dei nove ordini di angeli cristiani.

L'angelologia è lo studio delle dottrine riguardanti le entità spirituali definite «angeli», la cui esistenza compare in diverse culture, fra cui quella assiro-babilonese, iranica, giudaica e cristiana.
Si affianca alla demonologia che assume significato analogo nel campo di studi opposto, quello relativo ai demòni.
Nella tradizione giudaico-cristiana i demoni sono angeli corrotti dalla superbia e quindi scacciati dal Paradiso, fra tutti Lucifero.
L'angelologia giudaico-cristiana, nello specifico, si occupa delle gerarchie angeliche e diaboliche.
La classificazione degli angeli secondo Tommaso d'Aquino, Dottore della Chiesa, è riconosciuta dal magistero della Chiesa Cattolica Romana. Viene insegnato nelle principali università pontificie cattoliche nei corsi di angelologia e demonologia per futuri sacerdoti esorcisti.

## Gerarchie angeliche

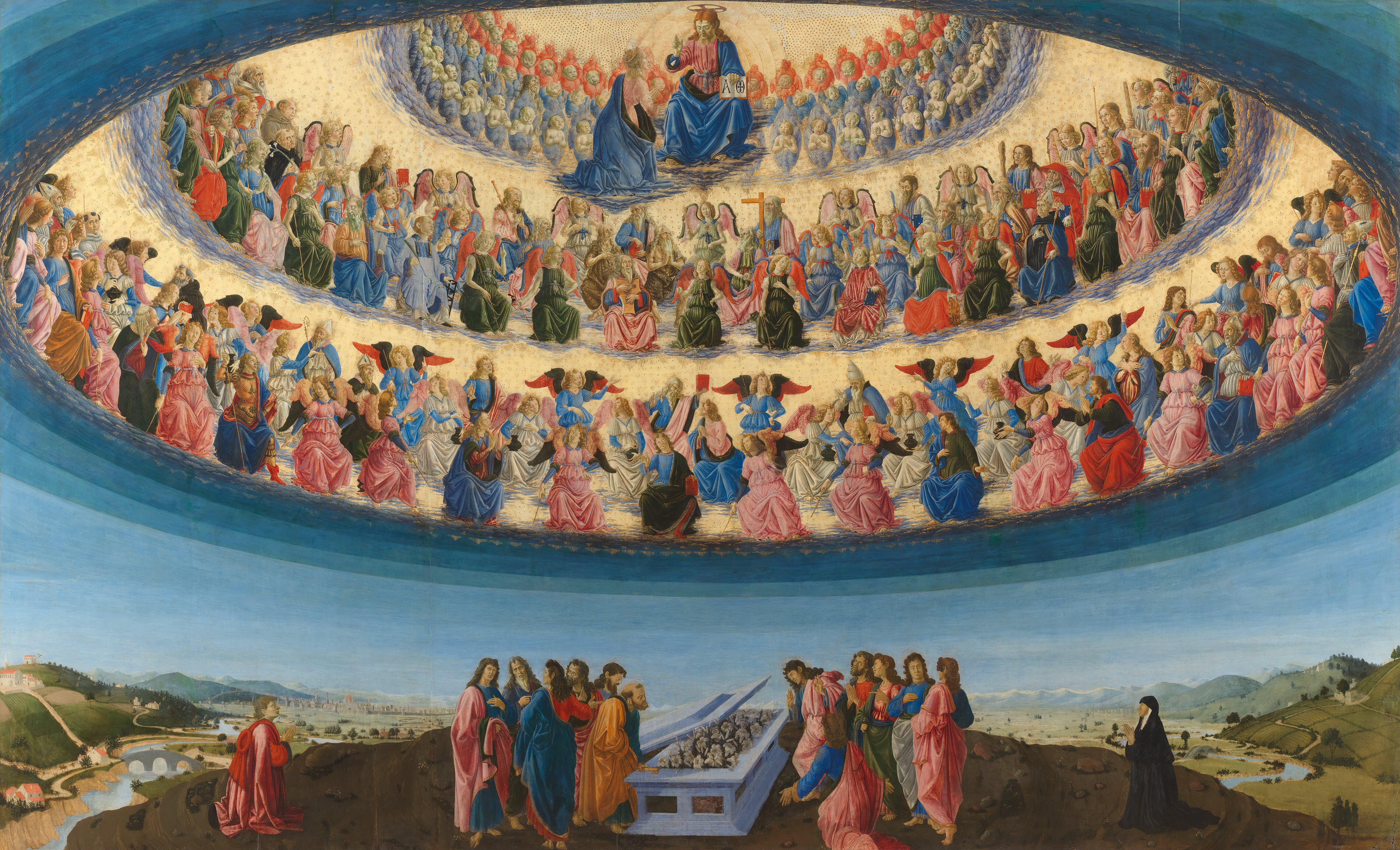
Assunzione della Vergine, di Francesco Botticini (1475), che raffigura le gerarchie degli Angeli nei cieli.

L'elaborazione più importante dell'angelologia in ambito cristiano si ha nella Summa Theologiae di Tommaso d'Aquino. 
Gli angeli sono solitamente suddivisi in schiere, che seguono determinate gerarchie dalle quali traggono caratteristiche peculiari. 
La classificazione più antica risale al De coelesti hierarchia dello Pseudo-Dionigi, che li suddivide in tre gerarchie, ognuna delle quali contenente a sua volta tre ordini o cori, per un totale di nove tipologie di angeli:
1. Serafini, Cherubini e Troni;
2. Dominazioni, Virtù e Potestà;
3. Principati, Arcangeli e Angeli.

## Dizionari di angelologia
Sotto l'influsso della scuola cabalistica di Gerona, si è sviluppata nel Medioevo un'ampia collezione di informazioni relative alle singole personalità ed influenze di angeli e demoni, le cui qualità sono spesso legate al nome stesso di ciascuna entità, per esempio Michael, "chi come Dio", Gabriel, "forza di Dio", Raphael, "Dio ha sanato", Uriel, "fuoco di Dio", Abaddon, "perdizione", Asmodeus, "spirito del giudizio", Baalzebub, "signore delle mosche", Satan, "avversario", Samael, "veleno di Dio”, Behemoth, "grande bestia". Punti di riferimento in questo senso sono il "Vocabulaire de l'Angelologie" (Paris 1897) di Moise Schwab, il "Dictionary of Angels" (London 1968) di G. Davidson e, in lingua italiana, il "Dizionario delle creature spirituali" contenuto in "I mondi ultraterreni" (Milano 1998) di Giordano Berti.
Questi sviluppi sono stati contrastati e condannati dalla chiesa cattolica, che già nel Concilio di Roma (745), proibì la venerazione di angeli, i cui nomi non compaiano nella Bibbia. Nel decreto Litteris Diei del 6 giugno 1992, il magistero pontificio ha chiarito che "è illecito insegnare e utilizzare nozioni sugli angeli e sugli arcangeli, sui loro nomi personali e sulle loro funzioni particolari, al di fuori di ciò che trova diretto riscontro nella Sacra Scrittura; conseguentemente è proibita ogni forma di consacrazione agli angeli ed ogni altra pratica diversa dalle consuetudini del culto ufficiale." La chiesa cattolica venera il 2 ottobre gli angeli custodi e dopo la riforma liturgica del concilio Vaticano II venera in uno stesso giorno, il 29 settembre, i tre arcangeli biblici (Michele, Gabriele e Raffaele). I sette arcangeli compaiono nella liturgia ortodossa ma non in quella cattolica.